# Takachihoa
Takachihoa là một chi nhện trong họ Thomisidae.